# Hiệp hội bóng đá Albania
Hiệp hội bóng đá Albania (tiếng Albania: Federata Shqiptare e Futbollit) là tổ chức quản lý, điều hành các hoạt động bóng đá ở Albania. Liên đoàn quản lý đội tuyển bóng đá quốc gia nam và nữ, tổ chức các giải bóng đá như vô địch quốc gia và cúp quốc gia. Liên đoàn bóng đá Albania gia nhập FIFA năm 1932 và UEFA năm 1954.